# Parafia Niepokalanego Serca Najświętszej Maryi Panny w Żydomli
Parafia Niepokalanego Serca Najświętszej Maryi Panny w Żydomli – rzymskokatolicka parafia znajdująca się w Żydomli, w diecezji grodzieńskiej, w dekanacie Grodno-Wschód, na Białorusi. Parafię prowadzą klaretyni.

## Historia
W 1743 kameduli ufundowali tu drewniany kościół unicki pw. św. Jana Chrzciciela. W 1839 władze carskie przekazały świątynie Cerkwi prawosławnej. Została ona zwrócona katolikom w 1924 i od tego czasu służyła obrządkowi rzymskiemu. W latach międzywojennych parafia w Żydomli liczyła ok. 1000 wiernych. Leżała w archidiecezji wileńskiej, w dekanacie Grodno.
W 1939 decyzją komunistycznych władz kościół ponownie przejęli prawosławni. Mimo starań Polaków u władz okupacyjnych decyzja nie została cofnięta.
W 1991 na miejscowym cmentarzu wybudowano kaplicę katolicką, którą 7 maja 1997 poświęcił biskup grodzieński Aleksander Kaszkiewicz.